# ワーナーメディア
ワーナーメディア（Warner Media, LLC）は、かつてのアメリカ合衆国の多国籍マスメディア・エンターテイメント複合企業。ニューヨークの30 ハドソン・ヤードに本社を置いていた。
1990年に タイムとワーナー・コミュニケーションズの合併によりタイム・ワーナー（Time Warner）として設立された。2014年にタイムをスピンオフした。2018年にAT&Tがタイム・ワーナーを約854億ドル（負債含め約1,087億ドル）で買収し、社名をワーナーメディアに変更した。2021年、AT&Tはワーナーメディアをディスカバリー社と合併させ、2022年にワーナー・ブラザース・ディスカバリーが設立した。
映画、テレビ、ケーブル事業を展開し、その資産には、ワーナーメディア・スタジオ&ネットワーク（ターナー・エンターテイメント・ネットワークス、HBO、シネマックスのエンタテインメント資産、およびワーナー・ブラザース・エンターテイメント）、ワーナーメディア・ニュース&スポーツ（CNN、ターナースポーツ、AT&Tスポーツネット、ターナー・ブロードキャスティングのニュースおよびスポーツ関連資産）、ワーナーメディア・セールス・アンド・ディストリビューション（デジタルメディア会社オッター・メディア）、ワーナーメディア・ダイレクト（ストリーミングサービスHBO Max）などが含まれた。

## 歴史

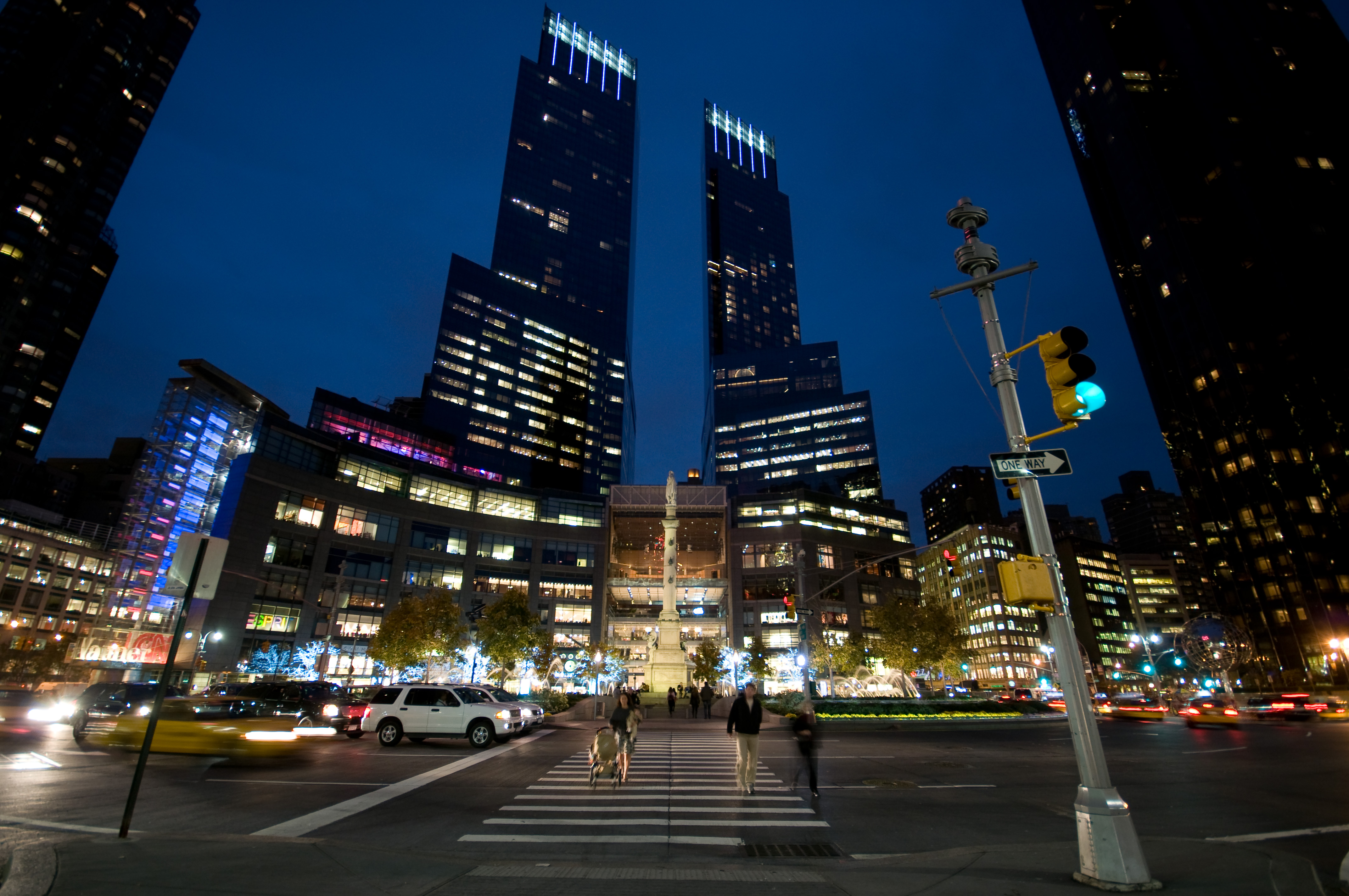
ニューヨークのタイム・ワーナー・センター

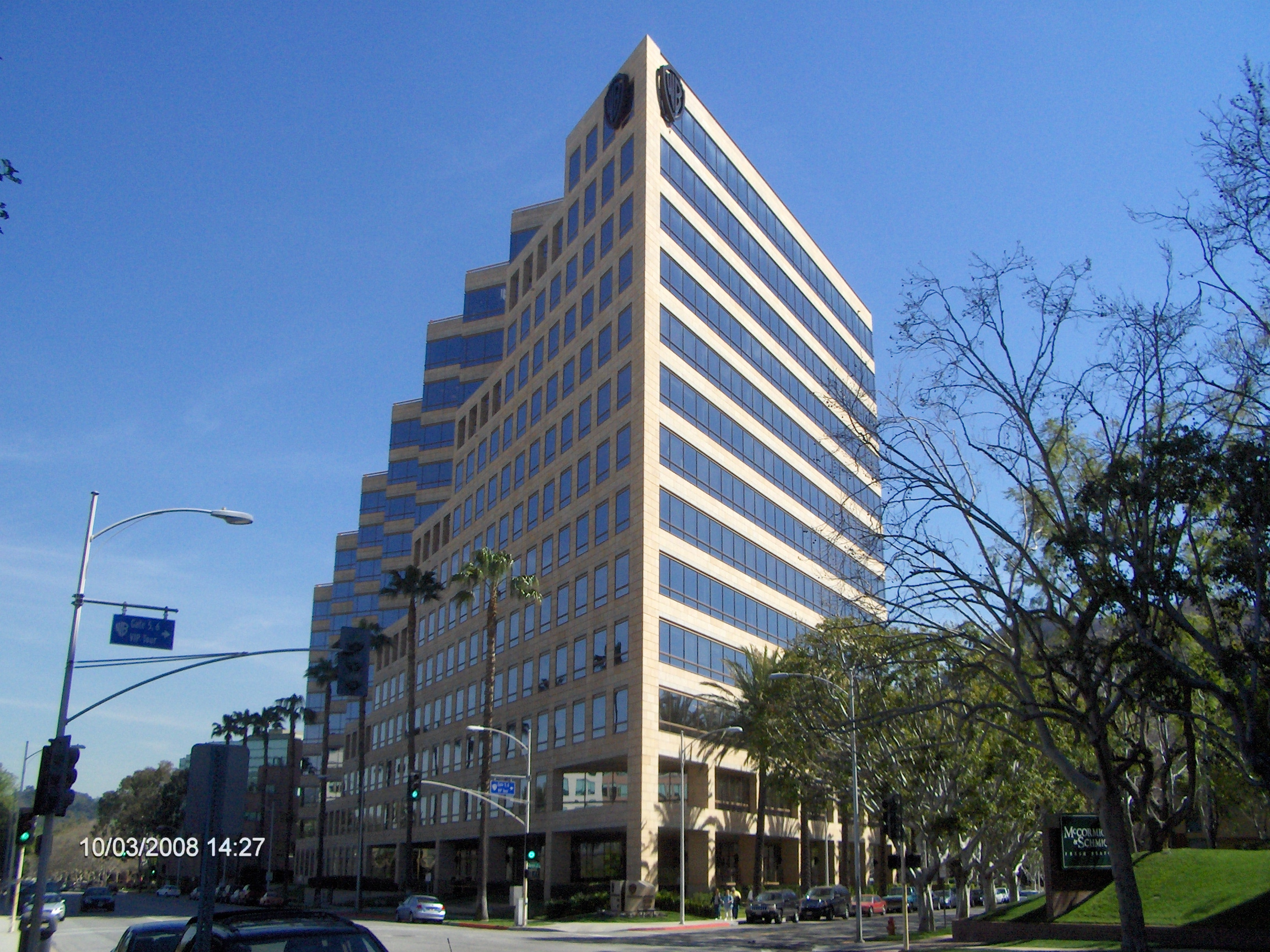
ワーナー・ブラザース本社（バーバンク）

- 1923年 - ワーナー・ブラザースが設立される。
- 1923年 - タイム誌が創刊される。
- 1967年 - セヴン・アーツ・プロダクションズがワーナー・ブラザースを買収。
- 1969年 - 駐車場・ビルディング・葬儀サービスの複合企業「キニー・サービス（英語版）」がワーナー・ブラザース＝セヴン・アーツを買収。
- 1972年 - 駐車場での価格決定を伴う金融スキャンダルのため非エンターテインメント資産をナショナルキニーコーポレーション（英語版）として独立させ、キニー・サービスがワーナー・コミュニケーションズと改名[6]。
- 1989年 - クオンタム・コンピューティング・サービス社がAOLサービスを開始。
- 1989年3月4日 - タイム社とワーナー・コミュニケーションズの合併を発表。
- 1990年1月10日 - タイム社とワーナー・コミュニケーションズの合併が完了し、タイム・ワーナーとなる[要出典]。
- 1991年 - クオンタム・コンピューティング・サービス社がアメリカ・オンラインと改名。
- 1996年10月10日 - タイム・ワーナーがテッド・ターナーがオーナーであるターナー・ブロードキャスティング・システム（TBS, Inc.）及びその傘下のCNN等を買収。
- 2000年 - AOLのM&Aによって、AOLとタイム・ワーナーが合併し、AOLタイム・ワーナーとなる。
- 2002年 - AOLのITバブル崩壊などの影響で、AOLとの合併を解消し、社名をタイム・ワーナーに戻す。
- 2008年5月21日 - タイム・ワーナーとタイム・ワーナー・ケーブル社が分離に同意。
- 2009年2月19日 - タイム・ワーナーがタイム・ワーナー・ケーブル社の分離・スピンオフを完了。
- 2009年5月 - タイム・ワーナーがAOL部門の分離・スピンオフを決定。
- 2009年12月9日 - AOLとの正式に合併を解消した。
- 2013年3月6日 - タイム・ワーナーが独立した株式公開企業としてタイム社の売却を発表。
- 2016年10月 - 米大手通信業者AT&Tがタイム・ワーナー社に850億ドル（約8兆5000億円）の合併提案。
- 2018年6月12日 - AT&Tによる買収完了。
- 2018年6月15日 - タイム・ワーナーが社名をワーナーメディアに変更した。
- 2019年3月4日 - AT&Tは、前年に買収したタイム・ワーナー（現・ワーナーメディア）の事業再編に正式に着手し、種類の異なるネットワーク網やエンターテインメント事業を統合した[7]。
- 2020年5月27日 - 定額制動画配信サービスであるMaxのサービスを開始。
- 2022年4月8日 - スピンオフ制度を活用して、ディスカバリーチャンネルなどを運営している同業会社のディスカバリーと経営統合し、「ワーナー・ブラザース・ディスカバリー」を設立[8][9][10]。これにより、ワーナーメディアは約4年でAT&Tグループから離れることになった[11]。

## ロゴの変遷

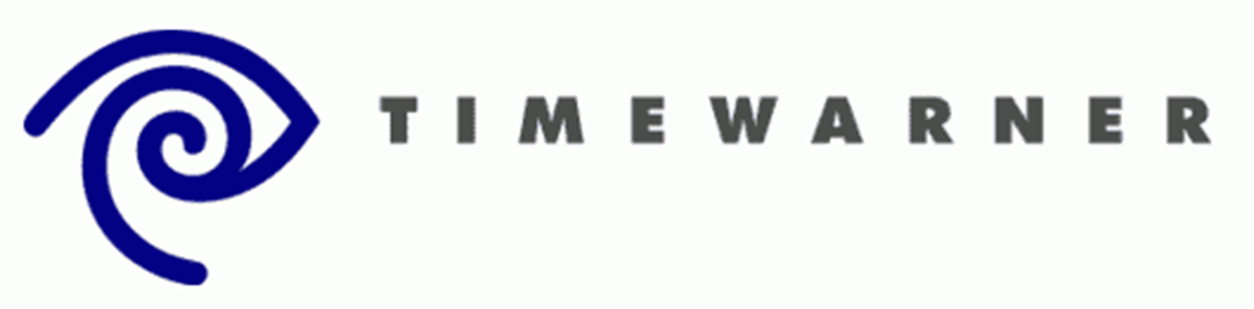
「タイム・ワーナー」ロゴ（1990年 - 1993年）
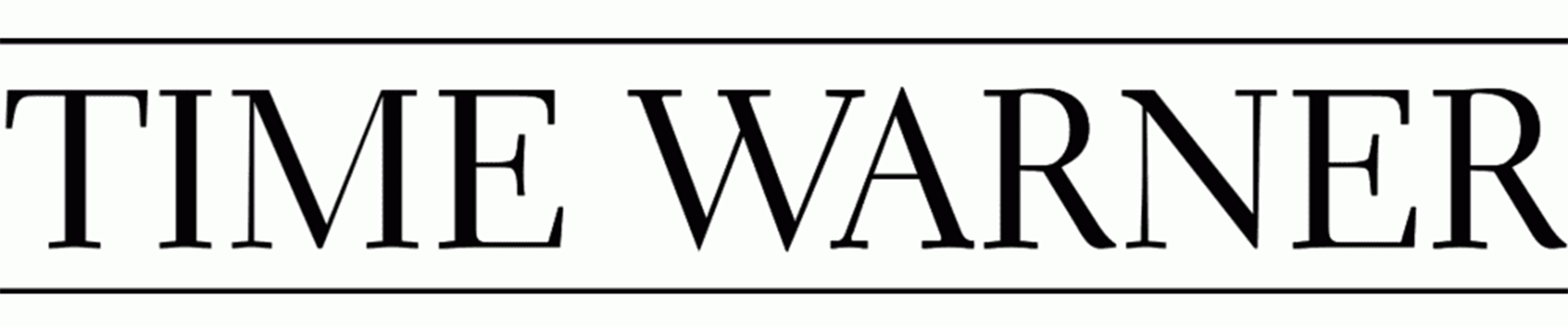
「タイム・ワーナー」ロゴ（1993年 - 2001年）
「AOLタイム・ワーナー」ロゴ（2001年 - 2003年）
「タイム・ワーナー」ロゴ（2003年 - 2018年）
現行社名ロゴ（2018年 - 2020年）
現行社名ロゴ（2019年 - 2022年）

## 主な子会社

### ワーナーメディア・ダイレクト
- HBO Max

### ワーナーメディア・スタジオ&ネットワーク
- ワーナー・ブラザース
  - WB Studio Enterprises Inc. - ワーナー・ブラザース・ピクチャーズ、ワーナー・ブラザース・テレビジョン・スタジオ、ワーナー・ブラザース・スタジオ・ファシリティーズの事業部門を所有
  - CWテレビジョンネットワーク（CBSエンターテイメント・グループ（パラマウント・グローバル）との合弁）
  - ワーナー・ブラザース・ピクチャーズ・グループ
    - ワーナー・ブラザース・ピクチャーズ
    - ニュー・ライン・シネマ

  - ワーナー・ブラザース・テレビジョン・グループ
    - ワーナー・ブラザース・テレビジョン・スタジオ

  - ワーナー・ブラザース グローバルキッズ、ヤングアダルト&クラシック
    - カートゥーン ネットワーク
    - アダルトスイム
    - BOOMERANG
    - ターナー・クラシック・ムービーズ

  - ワーナー・ブラザース ホームエンターテイメント
    - ワーナー・ブラザース・インタラクティブ・エンターテイメント（英語版）

  - ワーナー・ブラザース グローバルブランド&フランシス
    - DCエンターテインメント
      - DCコミックス - コミック
- ホーム・ボックス・オフィス
  - HBO
- ターナー・エンターテイメント・ネットワークス
  - TBS
  - ターナー・ネットワーク・テレビジョン
  - truTV

### ワーナーメディア・ニュース&スポーツ
- CNNワールドワイド（英語版）
  - CNN
- ターナースポーツ（英語版）
  - NBA TV
- AT&T Sports Networks, LLC
  - AT&Tスポーツネット（英語版）

### ワーナーメディア・インターナショナル
- ターナージャパン
  - 海外アニメ! カートゥーン ネットワーク
  - 旅チャンネル
  - MONDO TV

### ワーナーメディア・セールス・アンド・ディストリビューション
- オッター・メディア

## 手放した子会社
- アタリ → アタリゲームズ → タイムワーナーインタラクティブ - ウィリアムスに売却 → ミッドウェイゲームズ → 2009年に再びワーナーが買収
- テンゲン
- ワーナー・ミュージック・グループ - 音楽部門。2004年に投資家グループに売却。
- アトランタ・ブレーブス - MLB。2007年にリバティメディアに売却。
- ワーナー・マイカル（現・イオンエンターテイメント） - 日本のシネマコンプレックス運営会社。2013年にイオンへ売却[12]。
- タイム・ワーナー・ケーブル - 2015年にチャーター・コミュニケーションズへ売却。
- AOL（America Online）
  - Netscape
- タイム
  - 『タイム』
  - 『スポーツ・イラストレイテッド』
- Crunchyroll - アニメ運営会社。AT&T運営当時はオッター・メディアの傘下だった。2021年8月にファニメーション（ソニーグループ）へ売却[13][14][15]。
- TMZ - 2021年9月13日にフォックス・コーポレーションへ売却[16]。

## 動画配信サービス

### HBO Max（Max）
2019年7月9日（現地時間）、AT&Tの傘下でHBOの親会社であるワーナーメディアは定額制動画配信サービス「HBO Max」を2020年春に開始すると発表。2020年5月27日から同サービスの提供を開始した。HBOやTBS、カートゥーン ネットワークなどのワーナーメディアの各番組に加え、ワーナー・ブラザーズやニュー・ライン・シネマ、DCコミックスといった関連会社が制作した映画・ドラマ、本配信サービスのオリジナル番組などを配信する。
2023年5月23日、サービスのリニューアルが行われ、名称も「Max」へと変更された。